# Veli Verkko
Veli Kaarle Verkko, född 8 juli 1893 i Helsingfors, död där 6 april 1955, var en finländsk kriminolog. Han var son till skolmannen Kaarle Werkko.

## Biografi
Verkko blev filosofie doktor 1932. Han var 1918–1940 tjänsteman vid justitieministeriet och 1940–1955 chef för rättsstatistiska avdelningen vid Statistikcentralen. Han var 1940–1948 docent i kriminologi vid Helsingfors universitet, tf. professor i sociologi 1946–1948 och ordinarie professor från 1948.
Verkko publicerade ett stort antal på statistiskt material baserade arbeten om våldsbrottslighet och andra kriminologiska fenomen, bland annat Henki- ja pahoinpitelyrikollisuuden kehityssuunnan ja tason määräämisestä (2 band, 1931), Alkohollagstiftningens inverkan på brottsligheten i Finland (1944) och Homicides and suicides in Finland and their dependence on national character (1951). En av hans teser var att den höga våldsbrottsligheten i Finland berodde på en särskild benägenhet hos finländarna att under alkoholens inflytande gripa till våld, vilket inte har accepterats av senare forskning.